# 雲地利道

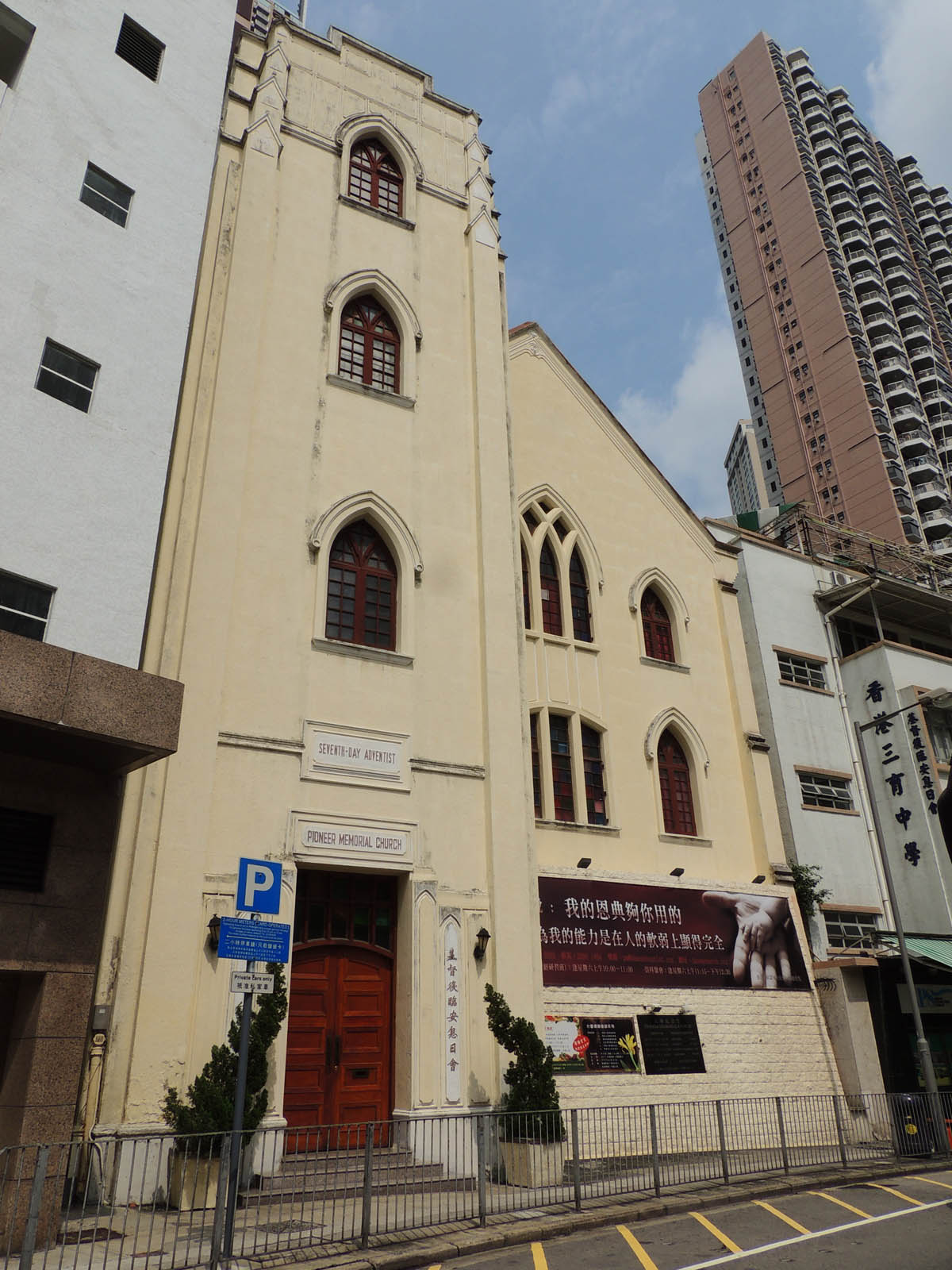
先導紀念堂

雲地利道（英語：Ventris Road），是香港香港島快活谷（跑馬地）的一條行車馬路，單程路南北走向，南起自跑馬地藍塘道，近北帝譚公廟，北至樂活道近聖瑪加利大堂。
雲地利道地處跑馬地豪宅區，西望香港賽馬會跑馬地馬場及兩所同名小學及中學。

## 沿路建築
- 聖保祿天主教小學
- 聖保祿中學
- 曦蕓居（由香港三育中學重建而成）
- 先導紀念堂
- 雲暉大廈
- 雲地利臺
- 雲地利大廈
- 雲地利閣
- 雲臺別墅
- 金山花園
- 快活大廈
- 藍塘大廈